# دار المقري
دار المقري هو قصر تاريخي يقع في فاس البالي، بالمدينة القديمة في فاس. يعود تاريخ تأسيسه إلى القرنين التاسع عشر والعشرين.

## من هو الطيب المقري
كان الطيب المقري شخصية أسطورية ورجلًا قويًا في فاس، شغل منصب وزير المالية إلى السلطان "مولاي الحافظ" ثم خدم سلطان "محمد الخامس" -الذي أصبح لاحقًا ملكًا-، كالباشا (عمدة) من الدار البيضاء (من عام 1927م حتى وفاته في عام 1949م)، كان مسافرًا راقيًا يتردد على محاكم أوروبا.
و كان الطيب رائعًا ورحبًا مهتمًا بالفن والثقافة والموسيقى، كان أول مغربي يستورد بيانو كبير، وكانت زوجاته الأربعة تعزفن على العود والكمان، حتى أنه قام بتركيب نظام تضخيم صوت هيدروليكي سمح بالاستماع الموسيقى في كل غرفة.

## تاريخ

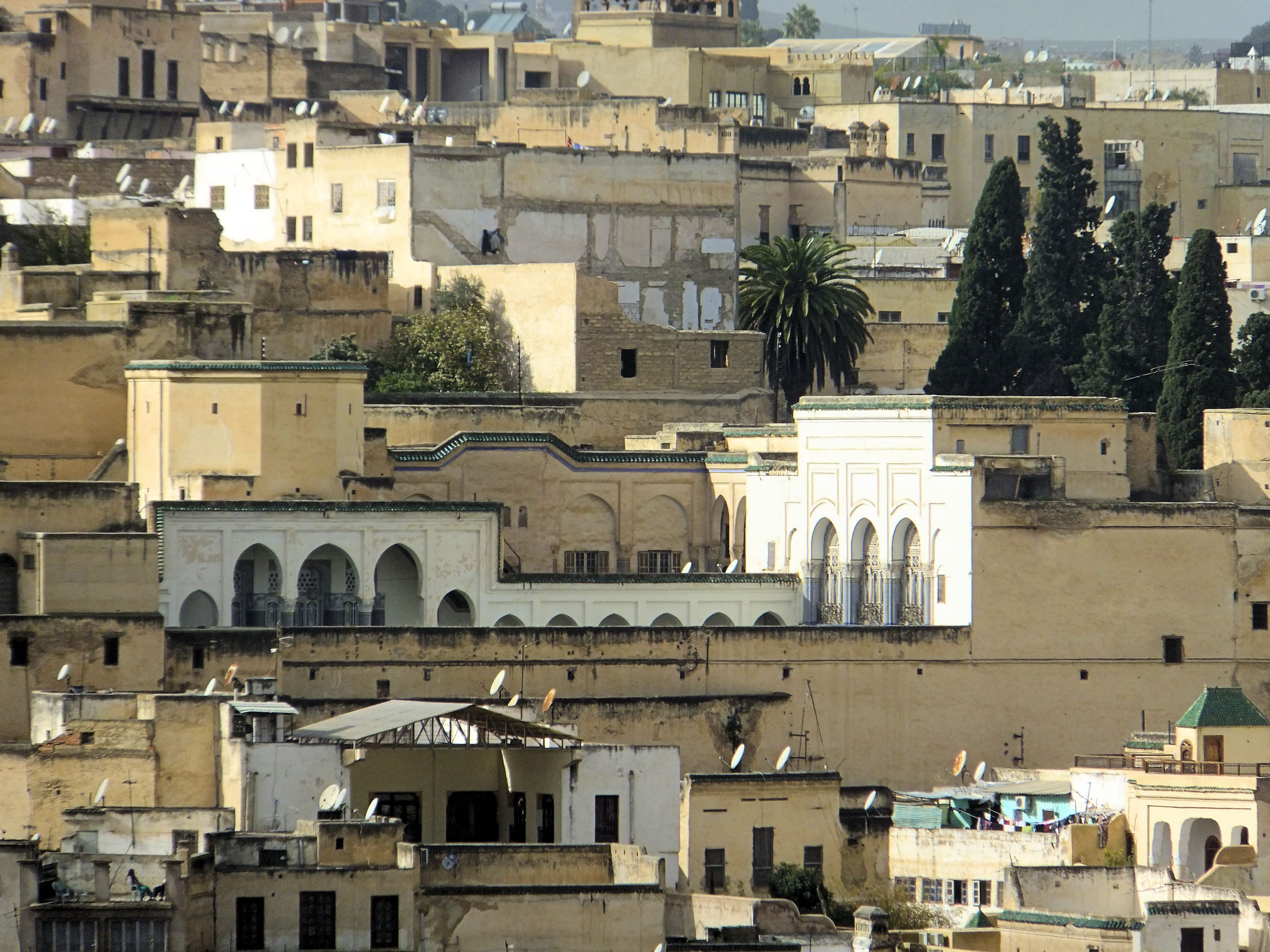
دار المقري

كانت عائلة المقري عائلة ثرية، برزت أيضًا في المخزن. في أوائل القرن العشرين، في عهد السلطان عبد الحفيظ بن الحسن، أصبحت عائلتا المقري والكلاوي أقوى أسرتين في المخزن. على وجه الخصوص، تقلّد محمد المقري العديد من المناصب العليا حتى أصبح الصدر الأعظم. كما تم تعيين نجله أحمد المقري حاكما لفاس.
بُني القصر في سنة 1906 من قبل الطيب المقري ابن الصدر الأعظم الذي نصبه الفرنسيون في 1955 عضوا بمجلس حفظة العرش كآخر مسؤولية تحملها حينئذ إلى جانب أعضاء آخرين، بينهم البكاي بن مبارك الهبيل ومحمد الصبيحي، بعدما قلص نفوذه واقتصار تحركه على قطاعات الأحباس والتعليم والعدل في جوانبها الدينية.

## الوصف المعماري
هذا الصقل والرقي واضح في جميع أنحاء القصر الذي يحمل إسم صاحبه، والذي يشمل حوالي 20 ألف متر مربع، بما في ذلك حدائق واسعة النطاق.
• أكثر المناظر إثارة للإعجاب هو النظر عبر الفناء مع نافورته إلى المدخل الرئيسي.
• يعرض القصر القديم أعمال جميلة من الجص المنحوت والسقوف الخشبية المطلية، وخشب الأرز المنحوت والسلالم الجميلة ونوافذ وثريات مورانو الزجاجية.